# 柳家三太楼
柳家 三太楼（やなぎや さんたろう）は、落語家の名跡。表記は三太郎とも。
- 柳家三太郎 - 後∶桂文慶
- 柳家三太楼 - 本項にて記述
- 柳家三太楼 - 後∶二代目柳家三語楼
- 柳家三太楼 - 後∶二代目古今亭甚語楼
- 柳家三太郎 - 後∶四代目三遊亭圓遊
- 柳家三太楼 - 現∶三遊亭遊雀

柳家 三太楼（やなぎや さんたろう）は、落語家。後の鈴本演芸場の事務員。本名∶坂井 商松。林家今丸の実父。
七代目林家正蔵門下で林家治蔵、その後二十四代目昔々亭桃太郎門下で昔々亭桃輔となり、後に柳家権太楼門下で柳家三太楼となった。